# Командная гонка (биатлон)
Кома́ндная го́нка — общее название нескольких видов биатлонной гонки с интервальным стартом. Старт принимает не один биатлонист какой-либо команды, а вся команда целиком, которая состоит из четырёх человек. При прохождении трассы и на финише расстояние между первым и последним членом команды не может превышать 15 секунд или 50 метров (в зависимости от регламента соревнований), иначе ко времени прохождения дистанции добавляется 1 штрафная минута. За каждый промах вся команда отправляется на штрафной круг, равный 150 м, за исключением гонки патрулей, проводимой в рамках международных соревнований среди военных, в которой к общему времени прохождения дистанции добавляется штрафная минута. Итоговое время учитывается по финишу последнего члена команды.
Частые смены правил проведения этого вида гонок, а также появление гонки с общего старта окончательно вытеснило командную гонку в конце 90-х годов XX века из календарей международных биатлонных соревнований. Однако различные её разновидности до сих пор проводятся на национальном уровне, а также на состязаниях среди военных.

## История
Соревнования военных патрулей — ранний вид гонки патрулей — были включены в программу зимних Олимпийских игр в 1924 году во французском Шамони как демонстрационные соревнования с последующим награждением победителей и призёров олимпийскими медалями. Ещё трижды — на зимних Олимпиадах 1928, 1936 и 1948 годов — они были представлены в качестве демонстрационных соревнований, но в качестве отдельного олимпийского вида спорта признаны не были. Только на зимних Олимпийских играх 1960 года в американском Скво-Вэлли биатлон — фактический преемник соревнования военных патрулей — смог получить такое признание.
До Великой Отечественной войны в Красной Армии среди воинских частей и подразделений стали проводиться соревнования по лыжному спорту, в том числе и по прикладному виду использования лыж, так называемая «Гонка патрулей» (командные соревнования гонка, на дистанцию 30 км со стрельбой), лыжные переходы. Одним из самых массовых соревнований в предвоенные годы стали первенства среди подразделений и частей Красной Армии по лыжному спорту.

## Виды командной гонки

### Командный спринт
Командный спринт — вид командной гонки с дистанцией в 10 км у мужчин и юниоров, а также 7,5 км у женщин и юниорок. Всего предусмотрено два огневых рубежа, на которых стреляют по два участника команды — первый рубеж лёжа, второй стоя. Соответственно, спортсмены, стрелявшие лёжа, не ведут стрельбу из положения стоя, и наоборот. Спортсмены, стреляющие лёжа, должны быть в красно-зелёных бибах (нагрудных знаках), стреляющие стоя — в жёлто-синих. Команды стартуют с интервалом в 1 минуту. Командный спринт был включён в календарь чемпионатов мира по биатлону в период с 1989 по 1998 годы. В рамках Кубка мира командная гонка у мужчин три раза проводилась в сезоне 1988-1989, два раза в сезоне 1990-1991, один раз в сезоне 1991-1992, один раз в сезоне 1994-95 на 3-м этапе Кубка мира в Оберхофе, один раз в сезоне 1995-96 на 4-м этапе Кубка мира в Осрблье и один раз в сезоне 1996-97 на 5-м этапе Кубка мира в Рупольдинге. Командный спринт за всю историю его проведения так и не был включён в олимпийскую биатлонную программу. На данный момент этот вид биатлонных состязаний проводится в рамках Чемпионата России по биатлону и Лыжных чемпионатов мира среди военных.
Собственно командная гонка — гонка с дистанцией в 20 км у мужчин и 15 км у женщин. Предусмотрено четыре огневых рубежа — на каждом из них стреляет один спортсмен. На первом и третьем огневом рубеже стрельба ведётся лёжа, на втором и четвёртом — стоя.
Гонка патрулей — современный вид соревнования военных патрулей (гонки, являющейся родоначальницей биатлона). Проводится в рамках Всемирных зимних военно-спортивных игр и Лыжных чемпионатов мира среди военных, где квалифицируется не как вид биатлонной гонки, а как отдельный вид соревнований, хотя правила её проведения согласуются с Международным союзом биатлонистов. Эта гонка с дистанцией в 25 км у мужчин и 15 км у женщин. Команда состоит из четырёх спортсменов — биатлонистов и лыжников. Один член команды — это лидер патруля, остальные три — это члены патруля, каждый из которых ведёт стрельбу из положения лёжа (предусмотрена одна стрельба на дистанции).
Схожее с гонкой патрулей состязание проводится в рамках Чемпионата России по биатлону и называется патрульная гонка. Это гонка с дистанцией в 25 км у мужчин, 20 км у женщин и юниоров, и 15 км у юниорок. Команда состоит из пяти спортсменов, которые дважды ведут стрельбу — сначала лёжа, потом стоя (причём каждый спортсмен производит по одному выстрелу в центральную мишень своей установки). Команды стартуют с интервалом в 2 или 3 минуты.